# Savinhac e lo Monar
Savinhac e Lo Monar (en francès Savignac-Mona) és un municipi francès situat al departament del Gers i a la regió d'Occitània.

## Demografia
| 1962                                       | 1968 | 1975 | 1982 | 1990 | 1999 | 2006 | 2012 | 2017 |
| ------------------------------------------ | ---- | ---- | ---- | ---- | ---- | ---- | ---- | ---- |
| 122                                        | 108  | 85   | 96   | 101  | 140  | 144  | 140  | 138  |
| Des de 1962: població sense dobles comptes |      |      |      |      |      |      |      |      |

## Administració
| Període   | Identitat        | Partit      |
| --------- | ---------------- | ----------- |
| 2001-2014 | Mitrophan Bréous |             |
| 2014-     | Patrick Maho     | Independent |